# Directiva include
Molts llenguatges de programació i altres fitxers informàtics tenen una directiva, sovint anomenada include, import o copy, que fa que el contingut del fitxer especificat s'insereixi al fitxer original. Aquests fitxers inclosos s'anomenen header file o quaderns. Sovint s'utilitzen per definir la disposició física de les dades del programa, fragments de codi de procediment i/o declaracions directes alhora que promouen l'encapsulació i la reutilització de codi o dades.

## Fitxers de capçalera
En programació informàtica, un fitxer de capçalera és un fitxer que permet als programadors separar determinats elements del codi font d'un programa en fitxers reutilitzables. Els fitxers de capçalera contenen habitualment declaracions directes de classes, subrutines, variables i altres identificadors. Els programadors que vulguin declarar identificadors estandarditzats en més d'un fitxer font poden col·locar aquests identificadors en un sol fitxer de capçalera, que un altre codi pot incloure sempre que sigui necessari el contingut de la capçalera. Això és per mantenir la interfície de la capçalera separada de la implementació.
La biblioteca estàndard C i la biblioteca estàndard C++ tradicionalment declaren les seves funcions estàndard als fitxers de capçalera.
Alguns llenguatges compilats de creació recent (com Java i C#) no utilitzen declaracions directes; els identificadors es reconeixen automàticament des dels fitxers font i es llegeixen directament des dels símbols dinàmics de la biblioteca. Això vol dir que els fitxers de capçalera no són necessaris.

## Propòsit
La directiva include permet desenvolupar biblioteques de codi que ajuden a:
- Assegureu-vos que tothom utilitzi la mateixa versió d'una definició de disseny de dades o codi de procediment al llarg d'un programa,
- creuar fàcilment quan s'utilitzen components en un sistema,
- canviar fàcilment els programes quan sigui necessari (només s'ha d'editar un fitxer) i
- estalvieu temps reutilitzant dissenys de dades.

## Suport en llenguatges

### C/C++
En els llenguatges de programació C i C++, la directiva #include preprocessador fa que el compilador substitueixi aquesta línia amb tot el text del contingut del fitxer font anomenat (si s'inclou entre cometes: "") o la capçalera amb nom (si s'inclou entre claudàtors angulars). : < > ); una capçalera no ha de ser un fitxer font. La inclusió continua recursivament en aquests continguts inclosos, fins a un límit de nidificació definit per la implementació. Les capçaleres no han de tenir noms corresponents als fitxers: en C++ les capçaleres estàndard s'identifiquen normalment amb paraules, com "vector", per tant, #include < vector >, mentre que en C les capçaleres estàndard tenen identificadors en forma de noms de fitxer amb una extensió ".h"., com #include < stdio.h >. Un "fitxer font" pot ser qualsevol fitxer, amb un nom de qualsevol forma, però normalment s'anomena amb una extensió ".h" i s'anomena "fitxer de capçalera" (de vegades ".hpp" o ".hh" per distingir C++). capçaleres), tot i que també es poden incloure fitxers amb extensions.c,.cc i.cpp (sobretot en la tècnica de la unitat de compilació única) i de vegades s'utilitzen altres extensions.